# Akord (ekonomia)
Akord – system wynagradzania, w którym płaca jest uzależniona od ilości wykonanej pracy (wytworzonych produktów, wykonanych czynności itp.) lub stopnia wykonania normy pracy oraz od ustalonej stawki za jednostkę wykonanej pracy. W systemie akordowym wysokość wynagrodzenia pracownika zależy zatem od wydajności jego pracy.
Wyróżnia się akord:
- prosty (czysty), w którym ustalona stawka wynagrodzenia jest stała za każdą wykonaną jednostkę pracy, niezależnie od tego, czy została ona wykonana w ramach przyjętej normy, czy ponad tę normę[1].
- czasowy, w którym wynagrodzenie zależne jest od stopnia wykorzystania czasu przeznaczonego na wykonanie pracy;
- progresywny lub degresywny, w którym stawka wynagrodzenia za jednostkę wykonanej pracy jest zmienna (zazwyczaj od pewnego poziomu wykonania normy, który zwykle znajduje się w granicach 100%) i wzrasta w przypadku akordu progresywnego lub ulega obniżeniu w przypadku akordu degresywnego; wzrost (spadek) może mieć charakter wielostopniowy (stawka wynagrodzenia zmienia się po osiągnięciu kolejnych poziomów normy) lub jednostopniowy;
- zryczałtowany, w którym wynagrodzenie jest ustalone z góry za wykonanie całej pracy;
- indywidualny lub zespołowy, w którym podstawą wynagradzania są wyniki pracy pojedynczego pracownika lub zespołu pracowniczego.